# Vilcha
Vilcha (ukrajinsky Вільха, olše) je ukrajinský těžký vícenásobný raketomet s koncově naváděnou municí vyvinutý v konstrukční kanceláři Luč. Vznikl na základě sovětského typu BM-30. Do výzbroje Ozbrojených sil Ukrajiny byla zbraň zařazena v roce 2018 a k roku 2022 bylo ve službě 81 kompletů. Od března 2022 začaly být nasazovány k obraně proti ruskému útoku.